# オキナワスズメウリ
オキナワスズメウリ Diplocyclos palmatus (L.) C. Jeffrey は、ウリ科の蔓植物。真っ赤な果実を生じ、観賞用に栽培されることもあるが、有毒でもある。

## 特徴
１年生の草本で蔓植物。葉は全体として心形、つまり基部側で窪んだところに葉柄がつながった形になる。葉身の長さ、幅は共に10cmほど、大きく掌状に切れ込んで5または7の裂片に分かれる。裂片は卵形から卵状披針形、先端は尖り、縁は細かな鋸歯がある。葉柄は長さ3-5cm、葉質は軟らかい表面はざらつく。巻きひげは途中で2つに分かれる。
花には雄花と雌花があるが雌雄同株。雄花と雌花は同一の葉腋から複数が束のように生じる。雌雄とも花は白で小型、径は1cmほど、萼も花冠も5裂し、裂片は広鐘形、縁はなめらか。雄花の花糸は短い。雌花には仮雄蘂が3個あり、柱頭は3個でそれぞれ二裂する。果実は球形で径2cm、白の縦線があり、熟すと赤くなる。

## 分布と生育環境
日本ではトカラ列島の口之島以南の琉球列島に産する。国外では台湾、南中国からインド、マレーシア、オーストラリア、熱帯アフリカにまで分布する。低地の野外に生えるもので、池原は石灰岩地帯に多いと記している。

## 分類
似た名前のものにスズメウリがあり、スズメウリ属に含まれる。だが本種はこれとは別のオキナワスズメウリ属に所属する。この属には世界に2種があり、日本では本種のみが知られる。系統的にはツルレイシ属に近縁とされる。
なお、ややこしいことに、沖縄には他にクロミノオキナワスズメウリ Zehneria liukiuensis があり、これはオキナワスズメウリ属ではなく、スズメウリ属のものである。

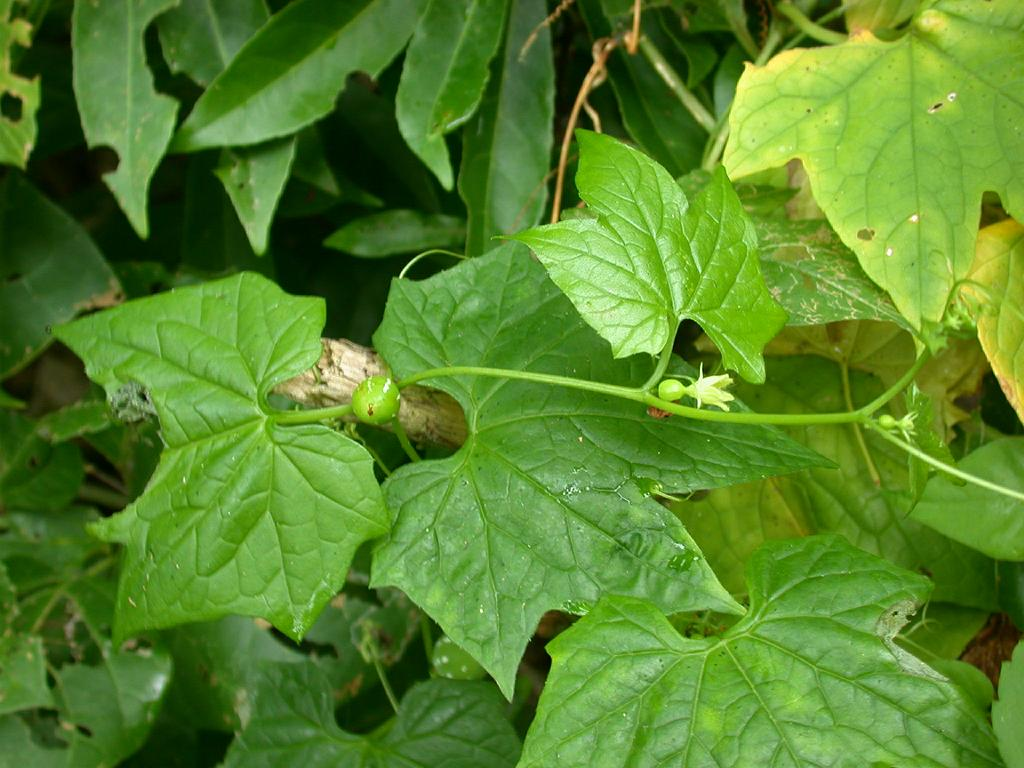
若い枝と花
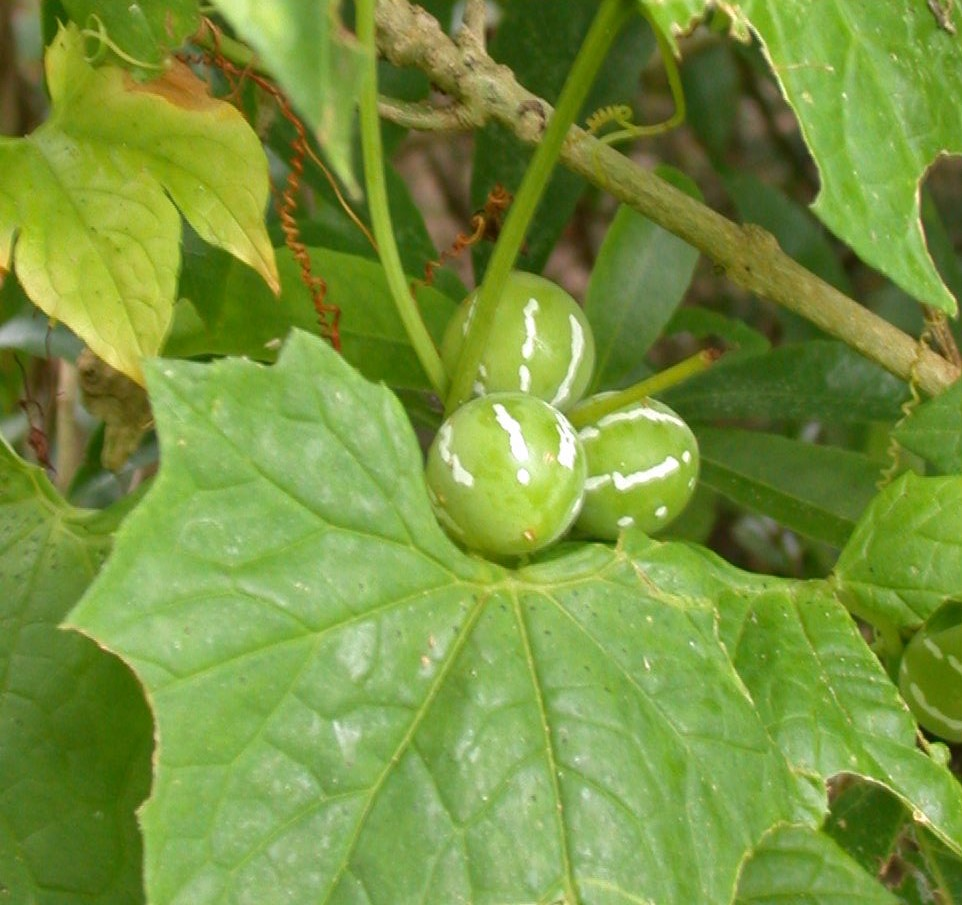
未熟な果実
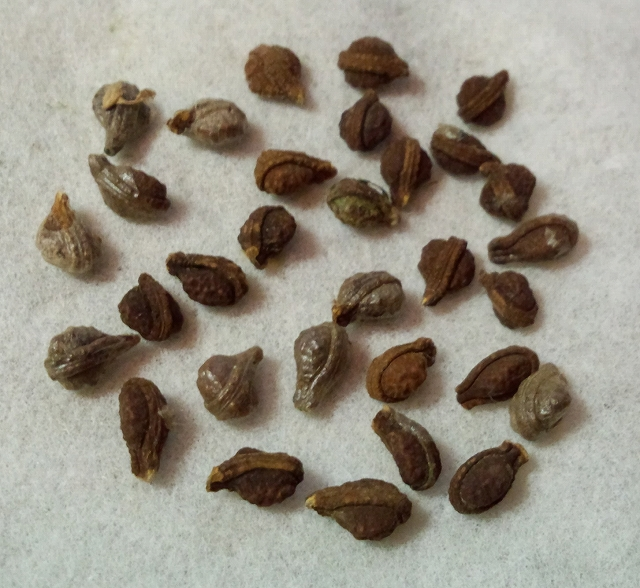
種子

## 利害
沖縄では普通に野草として生育している。ただし、この果実を鑑賞するために栽培されることがある。日本では近年は『琉球おもちゃウリ』といった名で流通している例もある。
中国名は毒瓜で、果実や根には有毒成分がある。しかしインドでは若芽を食用とすることがある由。ネパールでは種子のペーストを発熱の治療に用いる。
農業の分野では、この種はウリミバエやミカンコミバエなど農業害虫の食害対象となる。これらの害虫が攻撃する範囲は広いが、その中で本種は野外における重要な宿主植物である。例えば喜界島でのウリミバエの研究では、この害虫の野外個体群の密度は高く、それは本種に大きく依存している。島内の地域によるこの害虫の密度は、本種の密度の違いと結びついている。その為、ウリミバエなどの不妊虫放飼による根絶事業に関わって本種における害虫の調査が行われたこともある。
また、アシビロヘリカメムシもウリ科を中心に被害を与える農業害虫であるが、この種が本種の上でよく繁殖し、成虫が作物に移動して被害を与えると考えられている。